# Pont-du-Bois
Pont-du-Bois là một xã ở tỉnh Haute-Saône trong vùng Franche-Comté phía đông nước Pháp.

## Geography
Sông Côney tạo nên ranh giới phía nam của xã.